# Jan Paruzel
Jan Paruzel ps. Wilk (ur. 1928, zm. 1944) – polski działacz konspiracji niepodległościowej w czasie II wojny światowej.

## Życiorys
Pochodził z Mińska Mazowieckiego. Jego bratem był Marian Paruzel. W czasie II wojny światowej działał w konspiracji, w ramach Szarych Szeregów. Był łącznikiem sztabu obwodu Armii Krajowej. Zaangażowany był w akcje tzw. „małego sabotażu” w ramach, których między innymi kolportował prasę podziemną, malował znaki Polski Walczącej, zrywał z masztów niemieckie flagi, a także brał udział w akcjach o charakterze dywersyjno-sabotażowym. Został aresztowany 12 lutego 1944 przez żandarmerię, która w kierownicy roweru, na którym jechał, znalazła materiały konspiracyjne. Pomimo brutalnego śledztwa Jan Paruzel nie obciążył nikogo (kolejnych aresztowań dokonano na podstawie zeznań właściciela roweru, na którym jechał tego dnia Janek Paruzel, podchorążego Zygmunta Żółtka ps. Mors, którego uprzednio odnaleziono na podstawie karty rowerowej). Od 20 lutego 1944 roku, Jan Paruzel więziony był na warszawskim Pawiaku. Został rozstrzelany w kwietniu 1944, w wieku 16 lat.
W 2013 postać Janka Paruzela została upamiętniona na muralu wykonanym przez Narodowy Mińsk Mazowiecki, na ścianie budynku PTTK w Parku Miejskim przy ul. Ogrodowej 1 w Mińsku Mazowieckim. W sierpniu 2017 w wyniku dekomunizacji ulica Adama Rapackiego w Mińsku Mazowieckim została przemianowana na ulicę Janka Paruzela.